# Arvajhér
Arvajhér (mongolul: Арвайхээр) város Mongólia középső részén, Dél-Hangáj tartomány székhelye. Egy sokszoros díjnyertes versenylóról kapta nevét. A szó jelentése: 'árpamező'.

## Elhelyezkedése
A tartomány északi felének központi részén, Ulánbátortól kb. 430 km-re délnyugatra helyezkedik el, mellyel aszfaltozott út köti össze. A Hangáj-hegység délkeleti oldalán, az Ongi folyó (Онги гол) mentén, 1817 m tengerszint feletti magasságban fekszik. 
Környékét sztyepp növényzet és szélsőségesen kontinentális, száraz éghajlat jellemzői. A januári átlaghőmérséklet kb. -20 °C, a júliusi 20 °C. Az éves csapadékmennyiség 100–200 mm.
Népessége: 19 058 fő (2000-01-05), 19 621 fő (2010-11-11), 32 891 fő (2020-01-09)

## Története

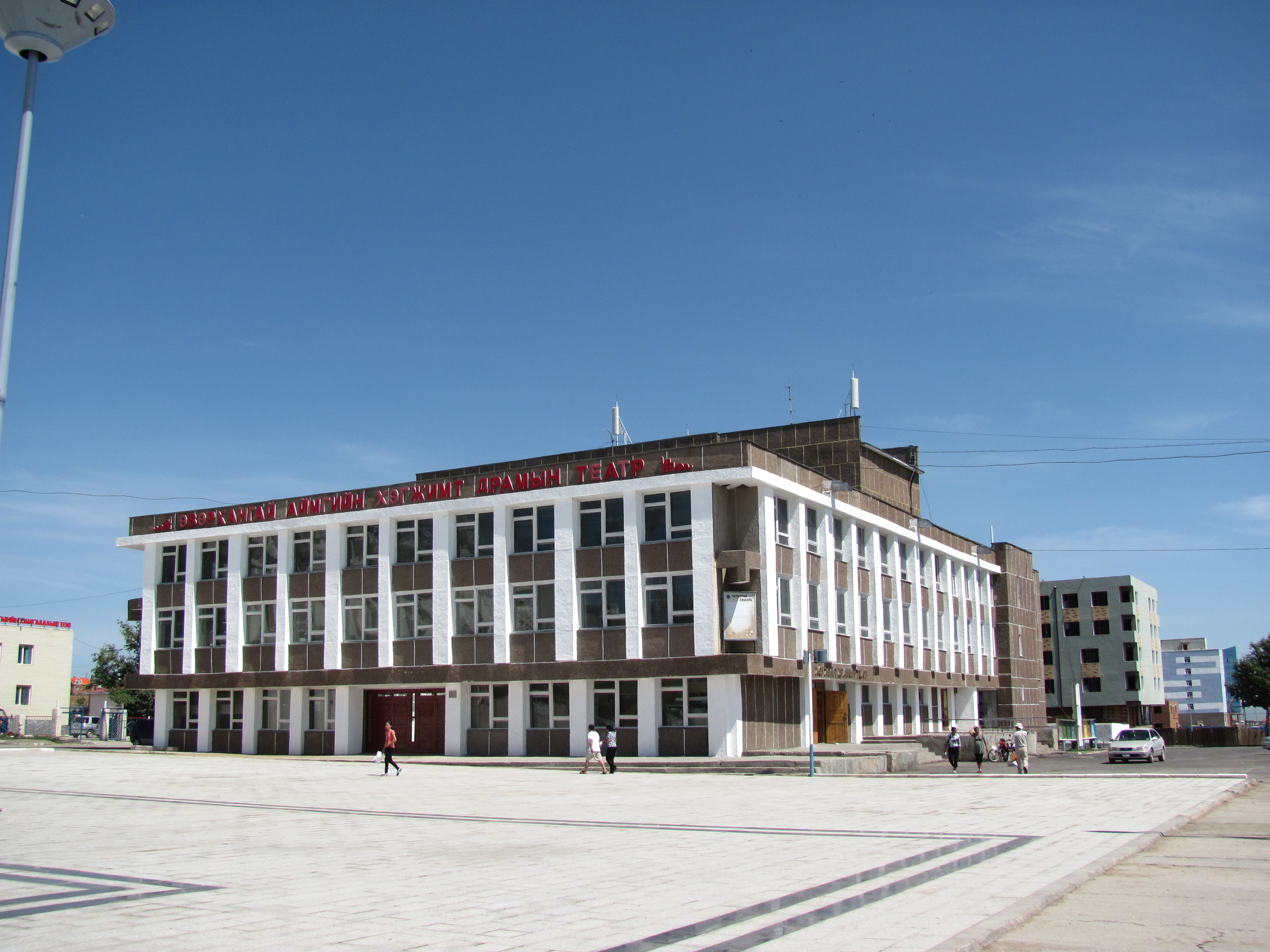
A színház épülete

Alapja, egy 1726-1727-ben keletkezett lámaszentély, majd lámakolostor sok éven át jelentős vallási központ volt. Mellette később is több buddhista templom létesült. 1937-ben a lámakolostorokat országszerte elpusztították. A jelenlegi kolostort a régihez közeli helyen 1990-ben építették és 1991-ben nyitották meg.
A színház 452 férőhelyes épületét 1985-ben nyitották meg, később korszerű világítással látták el.
A 21. század elején fontos fejlesztéseket hajtottak végre Arvajhérben. Az Ázsiai Fejlesztési Bank a 2010-es évek elején jelentős összeget biztosított a tartományi székhely központi víz- és csatornahálózatának bővítéséhez és a vízminőség javításához. A projekt eredményeként megszüntethették a vízhordókocsikat a jurtaudvarokból álló külső városrészen is. 2020 nyarán újonnan épült vízisport oktatóközpont nyílt úszómedencével, bowling- és fitneszteremmel.
A város közelében hőforrások törnek fel, vizükkel melegházakat fűtenek. A jóval északabbra fekvő Hudzsirt járásközpontban a hőforrásra alapított gyógyfürdő működik. Ez a gyógyhely Mongólia egyik legismertebb egészségügyi létesítménye.